# Боцман і папуга
«Боцман і папуга» — серія радянських мультиплікаційних фільмів з п'яти випусків про неймовірні пригоди двох головних героїв — безжурного боцмана Роми та його кращого вірного друга — папуги, знятих за мотивами казок Вадима Коростильова. З моменту виходу і до цього дня є одним з найпопулярніших і найулюбленіших мультфільмів у дітей на території країн колишнього СРСР. Також з задоволенням переглядається і дорослими. Багато фраз з цього мультфільму стали крилатими.

## Сюжет

### Перший випуск
Боцман Роман повернувся додому з довгого плавання по тропічних морях і привіз папугу. Став він його вчити говорити «Рома» і папуга повторював ім'я моряка всю ніч з різними інтонаціями, не даючи останньому спати. На ранок невиспаний боцман відніс папугу на Пташиний ринок і продав. Його купила жінка для хворого сина. Хлопчик нагодував папугу вітамінами, і він полетів назад до боцмана. Наступного ранку боцман знову продав папугу на Пташиному ринку. Але у покупця вдома був кіт, який спробував з'їсти птицю, і папуга знову полетів до боцмана. Потім боцмана запросили на День народження знайомі, у яких жила попугаїха Рікі. Як подарунок він приніс свого папугу. Але коли боцман повернувся додому, він знепритомнів — його чекали два папуги: Рома та Рікі.

### Другий випуск
Папуга розглядав газету, в якій був заголовок «Подвиг моряків» з двома знімками: на першому боцман Роман пливе рятувати дівчинку, що сидить на крижині. На другому боцман уже лежить у лікарні. Хотів папуга зі своєю подружкою провідати його, але не знав, що в лікарні карантин. Намагаючись потрапити до лікарні, папуга ходив до різних лікарів, але нічого не добився. Потім виявилося, що Рому вже виписали додому.

### Третій випуск
На кіностудію терміново був потрібен папуга, що розмовляє, для зйомок у фільмі «Скарби капітана Флінта». І один нехороший чоловік зловив папугу. Папуга, звичайно ж, став артистом, але не захотів пірата називати Флінтом, а називав — Рома. Під час зйомок папуга всіляко заважав пірату захоплювати мирне судно, чим змушував режисера влаштовувати нові дублі. Завдяки втручанню міліції, папуга знову опинився у боцмана вдома.

### Четвертий випуск
Папуги, побачивши по телевізору мультфільм «Ворона і Лисиця», стали жаліти ворону. Вони полетіли шукати її і знайшли біля зоопарку. Потім вони запросили її в гості і нагодували. Але гостя виявилася дуже нахабною — стала голосно каркати і танцювати танець з шаблями. Тільки після того, як ворона залетіла в холодильник, вона вгамувалася, вибачилася за свою поведінку і полетіла у вікно.

### П'ятий випуск
Боцман Роман летів на дельтаплані, а з ним — два його папуги. Раптом сильний порив вітру закрутив дельтаплан, і Рома впав у річку. Виплив він на берег, знайшов печеру, де розвів багаття, щоб зігрітися і висушити одяг. А в печері жила снігова людина, який спостерігав за Ромою. Він потягнув його одяг, але залишив на собі лише штани. Кинуту куртку побачили папуги і з криками накинулися на снігову людину. Йеті побіг і пірнув у озеро, звідти спливла істота з довгою шиєю, схоже на Лох-Неське чудовисько. Сніжний чоловік виліз на берег і скотився просто на вченого, який шукав сліди йєті. Туди ж прибіг боцман і прилетіли папуги, де вони познайомилися зі сніговою людиною.

## Творці

### Сценарій та музика
- Автор сценарію: Юрій Орловський
- Композитор: Ігор Космачов

### Мультиплікація
- Режисер: Михайло Каменецький
- Художники-постановники: Віктор Дудкін, Наталя Юсупова, Марина Курчевська
- Оператор: Юрій Каменецький
- Художники-мультиплікатори: В'ячеслав Шилобреєв, Ірина Собінова-Кассиль, Алла Соловйова, Сергій Оліфіренко, Сергій Косіцин, Роман Митрофанов

### Постпродакшн
- Звукооператор: Володимир Кутузов
- Монтажер: Галина Філатова

### Адміністративна група
- Редактор: Наталя Абрамова
- Директор знімальної групи: Григорій Хмара

### Ролі озвучували
- Роман Філіппов — боцман Рома
- Юхим Кациров — папуга
- Ольга Громова — попугаїха
- Володимир Басов-молодший — кінорежисер («Володимир Басов»)
- Анатолій Баранцев — дресирувальник
- Олена Санаєва — ворона
- Юрій Волинцев — снігова людина
- Всеволод Ларіонов — вчений
- Т. Нестерова — епізод
- Н. Журавльова — епізод

## Культурні відсилання
- У третьому випуску персонаж-кінорежисер дуже схожий на актора і режисера Володимира Басова, проте озвучив роль його син Володимир Басов-молодший. («Радянський Екран» 1986, №5, с. 13).
- Фраза «Пташку шкода!» виголошена майже з такою ж інтонацією, як у фільмі «Кавказька полонянка», звідки вона взята.

## DVD
Цей мультсеріал був випущений на DVD у збірнику мультфільмів «Боцман і папуга» кіновідеооб'єднанням «Крупний план».

## Українське двоголосе закадрове озвучення
Українською мовою озвучено телекомпанією «Інтер» у 2021 році. Ролі озвучували: Дмитро Вікулов і Юлія Малахова.

## Виставки
- Ляльок з мультфільмів «Боцман і папуга» можна побачити в Московському Музеї Анімації на ВДНГ в залі «Союзмультфільм».[3]